# Ernestina Lesina
Ernestina Lesina foi uma imigrante italiana socialista que residiu em São Paulo no início do século XX. Em 1906 fundou a Associação das Costureiras de Sacos, que congregou as trabalhadoras pela redução da jornada de trabalho e melhores salários na industria têxtil paulistana. Em 1910 dirigiu o jornal Anima e Vita, no qual instava às mulheres a se organizarem. Sua ação política era a defesa da causa das mulheres trabalhadoras mediante a participação no debate de ideias estimulado pelo jornal. Seu nome está vinculado à história do feminismo no Brasil.

## Anima e Vita
Jornal operário criado em 1910 e dirigido por Ernestina Lesina. Entre os temas que tratava Anima e Vita estava o entendimento do papel histórico das mulheres, o anticlericalismo, amor livre, casamento, educação, trabalho e maternidade versus família. Os artigos de Ernestina Lesina estão enquadrados no perfil do ideário socialista, cuja propagação dedicou sua vida enfatizando a concientização das mulheres e a importância fundamental da luta por seus direitos.

## Homenagens e reconhecimentos
A cidade de São Paulo dedicou seu nome a uma rua.